# Party Planners
Party Planners è un programma televisivo che fa parte del palinsesto di Real Time dal 2013. La prima puntata del programma è andata in onda il 14 settembre 2013. 
Il programma è condotto da Virgina Cabrini, organizzatrice di eventi, e Laura Caldarola, pasticcera. In ogni puntata, le ragazze mostrano come creare un party a tema, anche utilizzando cose che si trovano in casa o che si possono reperire in negozi di dolci o cartolerie. La location è quella della campagna cremonese della Cascina Mancapane, che rappresenta il quartier generale delle ragazze; dove c'è il loro laboratorio creativo, uno spazio per ricevere i clienti ed è anche il luogo in cui si svolgono tutti i party.
Le ragazze condividono attraverso dei “mini tutorial” le loro idee, insieme o individualmente in base al progetto, e mostrano nel dettaglio come produrre due elementi di fai-da-te.

## Cast
Il cast del programma è composto da due persone:
- Virgina Cabrini, nata a Cremona, ha studiato comunicazione e organizzazione di eventi presso l'Istituto Europeo di Design di Milano. Dopo alcuni anni di lavoro decide di mettersi in proprio e sfruttare l'antica cascina di famiglia per avviare un'attività di Party Planning, chiamata Make It perfect[5][6][3].

- Laura Caldarola, nasce in una famiglia di pasticceri da varie generazioni, ma invece di seguire la strada familiare, decide di seguire la sua vena artistica frequentando il liceo artistico, e poi l'Istituto Europeo di Design a Milano. Lavora per cinque anni come stylist nella redazione moda della rivista “Io donna”, femminile allegato al Corriere della Sera. Nel 2010 cambia rotta per dedicarsi ad un nuovo progetto insieme ai fratelli. Per tre anni lavora nel laboratorio di famiglia e impara ricette e segreti del mestiere. Gestisce insieme alla famiglia tre pasticcerie a Novara[3][6].

## Svolgimento della puntata
Ogni puntata si divise in quattro fasi:
- L'incontro con il cliente: Il cliente spiega alle ragazze che tipo di festa vorrebbe e per chi
- L'ideazione: Fase in cui le due party planners decidono l'allestimento, gli inviti, i giochi, i regali da dare agli ospiti e il buffet
- La realizzazione: Dopo la fase di ideazione, le due ragazze si mettono alla ricerca del necessario per il buffet e per le altre cose necessario per la festa e iniziano con la sua preparazione. È in questa fase che vengono mostrati “mini tutorial” per la realizzazione dei vari progetti.
- Il party: Momento in cui viene mostrato al cliente il prodotto finale.

## Stagioni
| Stagione | Puntate | Dal               | Al              |
| -------- | ------- | ----------------- | --------------- |
| 1        | 8       | 14 settembre 2013 | 2 novembre 2013 |

## Episodi
Le puntate della prima stagione di Party Planners sono andate in onda tutti i sabato a partire dalle ore 14.30. Ogni puntata ha una durata di 30 minuti.
| Puntata | Titolo        | Prima TV          |
| ------- | ------------- | ----------------- |
| 1       | Circo         | 14 settembre 2013 |
| 2       | Arcobaleno    | 21 settembre 2013 |
| 3       | Gnomo         | 28 settembre 2013 |
| 4       | Magia         | 5 ottobre 2013    |
| 5       | Baby shower   | 12 ottobre 2013   |
| 6       | Pigiama party | 19 ottobre 2013   |
| 7       | Halloween     | 26 ottobre 2013   |
| 8       | Pony          | 2 novembre 2013   |

## Spin-off
A partire dal 14 dicembre 2013 andrà in onda, sul canale Frisbee, lo spin off di Party Planners, intitolato Party Planners - compleanni a sorpresa.